# Candy (Unternehmen)
Candy S.p.A. mit Sitz im italienischen Brugherio ist ein Hersteller von Haushaltsklein- und -großgeräten. Die Produkte werden unter den internationalen Marken Candy und Hoover, sowie unter lokalen Marken wie Rosières (in Frankreich) und Jinling (China) vertrieben. Es betreibt mehrere Produktionsstandorte in Italien, Türkei, Russland und China.

## Hintergrund
Das Unternehmen, damals als Officine Meccaniche Eden Fumagalli in Monza von der Familie Fumagalli geführt, präsentierte 1945 seine erste Waschmaschine, nachdem Enzo Fumagalli, der Sohn des Firmengründers, in amerikanischer Kriegsgefangenschaft elektrische Waschmaschinen in den USA gesehen hatte. Der Erfolg dieses ersten Modells führte zu einem schnellen Wachstum in den 1950er und 1960er Jahren, ab 1946 unter dem Namen Candy. Ab den 1970er Jahren erfolgten verschiedene Akquisitionen in Italien und im Ausland, die zu der Internationalisierung und der Ausweitung des Produktportfolios führten (u. a. 1979: Kelvinator (England); 1985: Zerowatt und Gasfire; 1995: Hoover).
2018 verkaufte die Familie das Unternehmen an den chinesischen Konkurrenten Haier für 475 Mio. Euro.